# Damir Andrei
Damir Andrei (* 1955 in Zagreb, Jugoslawien) ist ein kroatisch-kanadischer Schauspieler.

## Leben
Andrei wurde 1955 in Zagreb geboren. 1963 zog er im Alter von acht Jahren mit seiner Familie nach Montréal ohne Sprachkenntnisse in Englisch oder Französisch zu haben. Er beschloss bereits früh in seinem Leben, sich der Filmindustrie zu verschreiben. Er brach die High School ab, um durch Europa zu reisen, bevor er für die National Theatre School vorsprach. Sein Anreiz war, dass zu dieser Zeit Douglas Rain, bekannt durch 2001: Odyssee im Weltraum, Schulleiter der Einrichtung war. Ab 1981 war er in verschiedenen Filmproduktionen als Nebendarsteller zu sehen. 1988 spielt er in Die Unzertrennlichen die Rolle des Birchall. 2000 wirkte er in The Miracle Worker – Wunder geschehen in der Rolle des Dr. Anapaes mit. Im Folgejahr war er in The Caveman’s Valentine in der Rolle des Arnold zu sehen. 2006 mimte er die Rolle des russischen Präsidenten Yuri Ilyushin im Katastrophenfernsehfilm Solar Attack – Der Himmel brennt.

## Filmografie (Auswahl)
- 1981: Ab in die Ewigkeit (Happy Birthday to me)
- 1982: Das Horror-Hospital (Visiting Hours)
- 1985: Mörder im All (Murder in Space, Fernsehfilm)
- 1985: Love & Larceny (Fernsehfilm)
- 1985: Protokoll einer Hinrichtung (The Execution of Raymond Graham, Fernsehfilm)
- 1985: Wenn Träume wahr wären (One Magic Christmas)
- 1985: High Risk (Shellgame, Fernsehfilm)
- 1986: Tödliches Geschäft (A Deadly Business, Fernsehfilm)
- 1986: Killer Party
- 1986: Apology – Tödliches Geständnis (Apology, Fernsehfilm)
- 1987: Ford: The Man and the Machine (Fernsehfilm)
- 1987: Im Reich der Liebe – Zwei Männer um Courtney (Shades of Love: The Rose Cafe, Fernsehfilm)
- 1987: Nachtstreife (Night Heat, Fernsehserie, 1 Folge)
- 1988: The Child Saver (Fernsehfilm)
- 1988: Martha, Ruth & Edie
- 1988: Die Unzertrennlichen (Dead Ringers)
- 1988: Breaking All the Rules (Fernsehfilm)
- 1989: Mord im Paradies (Passion and Paradise, Fernsehfilm)
- 1989: Friends, Lovers, & Lunatics
- 1991: F/X 2 – Die tödliche Illusion (F/X2)
- 1991: Rache einer Gaunerin (Grand Larceny, Fernsehfilm)
- 1995: Tod auf Trauschein (A Vow to Kill, Fernsehfilm)
- 1996, 1999: PSI Factor – Es geschieht jeden Tag (PSI Factor – Chronicles of the Paranormal, Fernsehserie, 2 Folgen)
- 2000: The Miracle Worker – Wunder geschehen (The Miracle Worker)
- 2001: The Caveman’s Valentine
- 2006: Solar Attack – Der Himmel brennt (Solar Strike, Fernsehfilm)
- 2007: Still Small Voices
- 2008: Jumper
- 2015: A Christmas Horror Story
- 2019: Shazam!